# Classe Marcello
La classe Marcello est une classe de neuf sous-marins construits entre 1937 et 1938 par la société CRDA (Cantieri Riuniti dell'Adriatico) à Trieste pour la Marine royale italienne (Regia Marina). Deux sous-marins semblables construits en 1939 à La Spezia par la société Oto Melara (Cantiere navale del Muggiano) sont parfois considérés comme faisant partie cette classe. Tous les onze ont servi dans la mer Méditerranée au début de la Seconde Guerre mondiale. Après le naufrage du Andrea Provana en 1940 , les sous-marins restants ont été transférés en août 1940 à la base des sous-marins allemands (BETASOM) à Bordeaux. Quatre bateaux ont été coulés dans l'Atlantique. Le Barbarigo et Comandante Cappellini ont ensuite été transformés en sous-marin de commerce afin d'assurer le transport des biens rares ou irremplaçables avec le Japon.
Seul le sous-marin Enrico Dandolo était dans un état opérationnel à la fin de la guerre.

## Histoire et caractéristiques
La classe Marcello dont le nom provient en reconnaissance à l'amiral vénitien Lorenzo Marcello est un développement de la « classe de Glauco » et figure parmi les classes sophistiquées de sous-marins italiens actifs pendant la Seconde Guerre mondiale. Possèdent une seule coque, ces bateaux avaient une autonomie relativement importante et pouvaient parcourir de longues distances. Facilement manœuvrables et dotés d'une bonne vitesse ils pouvaient s'immerger jusqu'à une profondeur de 100 m. La classe Marcello avait une tour massive et forte, qui a dû être revue et standardisée pendant la guerre à cause des difficultés techniques et logistiques découlant du fait que la Regia Marina avait trop de classes avec chacune peu d'unités. Deux bateaux de la classe Marcello ont été convertis en « Sous-marin de commerce ».

### Historique de l'utilisation
Les sous-marins la classe Marcello figuraient parmi les meilleurs de la marine italienne. Ils furent d'abord employés en Méditerranée, puis en Atlantique.
Jusqu'à l'automne de 1940, les sous-marins du 12e escadron étaient basés à La Spezia et le 21e et 22e à Naples. Après que le Provana ait été coulé, les dix autres ont été déplacés à la base de Bordeaux, opérant dans l'océan Atlantique, contre les navires marchands alliés.
En Atlantique, les unités de la classe Marcello ont coulé 28 navires marchands (136 020 tonnes) et endommagé 17 autres (60 835 tonnes), perdant 4 unités : Morosini, Marcello, Nani, Faà di Bruno.
Au cours de l'été 1941, trois unités, Emo, Veniero et Mocenigo ont été ramenées en Méditerranée et perdues avec de maigres résultats, seulement deux navires coulés (8 818 tonnes).
Au cours du printemps 1943, les deux unités restés à Bordeaux (Barbarigo et Cappellini) ont été transformées en sous-marins de commerce et envoyées au Japon. Le Barbarigo a été coulé pendant le voyage et le Cappellini surpris par l'armistice de Cassibile, capturé par la Kriegsmarine d'abord et par la Marine impériale japonaise ensuite.
Le seul sous-marin ayant survécu, le Dandolo a été radié en 1947.

## Unités
Neuf exemplaires furent construits aux Cantieri Riuniti dell'Adriatico à Monfalcone et deux au Cantiere navale del Muggiano (« OTO ») à La Spezia.
| Regia Marina - Classe Marcello | Regia Marina - Classe Marcello | Regia Marina - Classe Marcello | Regia Marina - Classe Marcello | Regia Marina - Classe Marcello | Regia Marina - Classe Marcello                                              |
| Sous-marin                     | Chantier                       | Début de construction          | Lancement                      | Entrée en service              | Destination finale                                                          |
| ------------------------------ | ------------------------------ | ------------------------------ | ------------------------------ | ------------------------------ | --------------------------------------------------------------------------- |
| Lorenzo Marcello               | CRDA - Monfalcone              | 4 janvier 1937                 | 20 septembre 1937              | 5 mars 1938                    | Coulé le 22 février 1941 par le HMS Montgomery (Atlantique nord) (?)        |
| Enrico Dandolo                 | CRDA - Monfalcone              | 14 juin 1937                   | 20 septembre 1937              | 25 mars 1938                   | Rallié aux alliés le 8 septembre 1943, démoli en 1947                       |
| Sebastiano Veniero             | CRDA - Monfalcone              | 23 janvier 1937                | 14 septembre 1938              | 6 mai 1938                     | Coulé le 7 juin 1942 près de la Sardaigne                                   |
| Andrea Provana                 | CRDA - Monfalcone              | 3 février 1937                 | 16 mars 1938                   | 27 juillet 1938                | 17 juin 1940 Abordé au large d'Oran par l'aviso la Curieuse (irrécupérable) |
| Lazzaro Mocenigo               | CRDA - Monfalcone              | 19 janvier 1937                | 20 novembre 1937               | 16 août 1938                   | Coulé le 13 mai 1943 à Cagliari par l'aviation américaine                   |
| Giacomo Nani                   | CRDA - Monfalcone              | 15 janvier 1937                | 16 janvier 1938                | 5 septembre 1938               | Coulé le 7 janvier 1941 en Islande par le HMS Anémone                       |
| Agostino Barbarigo             | CRDA - Monfalcone              | 6 février 1937                 | 12 juin 1938                   | 19 septembre 1938              | Coulé le 19 juin 1943 dans le golfe de Gascogne                             |
| Angelo Emo                     | CRDA - Monfalcone              | 16 février 1937                | 29 juin 1938                   | 14 octobre 1938                | Coulé le 10 novembre 1942, en mer Méditerranée                              |
| Francesco Morosini             | CRDA - Monfalcone              | 2 mars 1937                    | 28 juillet 1938                | 11 novembre 1938               | Coulé le 11 août 1942 dans le golfe de Gascogne                             |
| Comandante Cappellini          | OTO - Muggiano                 | 25 avril 1938                  | 14 mai 1939                    | 23 septembre 1939              | Destiné au transport, capturé le 8 septembre 1943 à Sepang au Japon         |
| Comandante Faà di Bruno        | OTO - Muggiano                 | 28 avril 1938                  | 18 juin 1939                   | 23 octobre 1939                | Coulé le 8 novembre 1940 par le HMS Havelock à l'ouest de l'Écosse          |

## Faits d'armes des unités de la classe

### Lorenzo Marcello
Lorenzo Marcello (fanion « ML ») a été mis en chantier le 20 novembre 1937 et achevé le 5 mars 1938.
Lorsque l'Italie déclare la guerre, le Marcello a été temporairement arrêté à cause de fuites de système de climatisation. En effet, des fuites de réfrigérants de chlorométhane pendant les opérations sous-marines avaient causé l'empoisonnement du système nerveux central des membres de l'équipage. Marcello a navigué le 31 octobre 1940, après avoir patrouillé en Méditerranée sans résultat, il franchit le détroit de Gibraltar le 5 novembre pour rejoindre le 2 décembre la base de Bordeaux et opérer en Atlantique. Marcello a coulé un navire lors de sa deuxième patrouille et a été perdu pour des causes inconnues lors de la patrouille suivante en février 1941 (probablement par le Montgomery le 22 janvier 1941)
| Mission | Date            | Navire   | Nation   | Tonnage en tonneaux | Notes |
| ------- | --------------- | -------- | -------- | ------------------- | ----- |
| 2e      | 20 janvier 1941 | Portugal | Belgique | 1 550               | cargo |
| Total:  | Total:          | Total:   | Total:   | 1 550 tonneaux      |       |

### Enrico Dandolo
Enrico Dandolo (fanion « DO ») a été mis en chantier le 20 novembre 1937 et terminé le 25 mars 1938. Après des patrouilles infructueuses en Méditerranée, le Dandolo appareille le 13 août 1940 et passe le détroit de Gibraltar le 16 août, arrive à la base de Bordeaux le 10 septembre, puis patrouille en Atlantique. Dandolo a coulé au moins trois navires et en a endommagé plusieurs lors de ses patrouilles BETASOM. Dandolo quitte Bordeaux le 26 juin, passé le détroit de Gibraltar le 2 juillet et retourne à Naples le 7 juillet et reste pendant toute la guerre en Méditerranée, endommageant un pétrolier Français neutre le 4 novembre 1941, torpillant le cargo espagnol neutre Castillo Oropesa le 8 novembre 1941 et endommageant le croiseur HMS Cleopatra le 16 juillet 1943. Dandolo a navigué vers les États-Unis après l'armistice de Cassibile et a été abandonné en 1948.
| Mission | Date            | Navire          | Nation      | Tonnage en tonneaux | Notes                                       |
| ------- | --------------- | --------------- | ----------- | ------------------- | ------------------------------------------- |
| 1re     | 21 août 1940    | Hermes          | Pays-Bas    | 3 768               | tanker                                      |
| 2e      | 26 août 1940    | Irvington Court | Royaume-Uni | 5 187               | Coulé ; pas de victimes                     |
| 3e      | 31 janvier 1941 | Pizarro         | Royaume-Uni | 1 367               | tanker ; 6 survivants sur un équipage de 29 |
| Total:  | Total:          | Total:          | Total:      | 10 322 tonneaux     |                                             |

### Lazzaro Mocenigo
Lazzaro Mocenigo (fanion « MO ») a été mis en chantier le 19 janvier 1937 et terminé 20 novembre 1937 . Après des missions en Méditerranée, au cours du mois de novembre 1940 il rejoint la base de Bordeaux. Pendant ses missions dans l'Atlantique, le 21 décembre 1940 il coule le bateau suédois Mangen (1.253 t). Au cours du mois d'août 1941, il rentre à La Spezia et reprend ses missions en Méditerranée. Le 14 mars 1942, il coule le voilier Sainte Marcelle (1.518 t) et le 14 décembre 1942 endommage le croiseur anglais Argonaut. Il est coulé le 13 mai 1943, touché lors d'un raid aérien sur le port de Cagliari par l'USAAF.
| Mission | Date             | Navire          | Nation      | Tonnage en tonneaux | Notes               |
| ------- | ---------------- | --------------- | ----------- | ------------------- | ------------------- |
| 1re     | 21 décembre 1940 | Mangen          | Suède       | 1 253               | Cargo               |
| 2e      | 14 mars 1942     | Sainte Marcelle | France      | 1 518               | Pétrolier           |
| 3e      | 14 décembre 1942 | Argonaut        | Royaume-Uni |                     | Croiseur, endommagé |
| Total:  | Total:           | Total:          | Total:      | 2 771 tonneaux      |                     |

### Giacomo Nani
Giacomo Nani (fanion « NI ») a été mis en chantier le 15 janvier 1937 et terminé le 16 janvier 1938. Après des missions en Méditerranée, le Nani passe le détroit de Gibraltar le 29 septembre 1940 et atteint la base navale de Bordeaux le 4 novembre 1940. Lors de son voyage vers Bordeaux. Le Nani disparaît le 7 janvier 1941 au sud l'Islande, coulé par la corvette britannique « HS Anemone », il n'y eut aucun survivant
| Mission | Date            | Navire             | Nation      | Tonnage en tonneaux | Notes          |
| ------- | --------------- | ------------------ | ----------- | ------------------- | -------------- |
| 1re     | 5 août 1940     | Kingstone Shappire | Royaume-Uni | 356                 | Chalutier armé |
| 1re     | 27 octobre 1940 | Maggie             | Suède       | 1 583               | Cargo          |
| Total:  | Total:          | Total:             | Total:      | 1 939 tonneaux      |                |

### Sebastiano Veniero
Sebastiano Veniero (fanion « VN » ) baptisé du nom de «Sebastiano Veniero» 86e doge de Venise, entre en service le 14 février 1938 et complété le 6 juin.
Après diverses missions en Méditerranée, au cours du mois de juillet 1940 le Veniero est envoyé à la base navale de Bordeaux.
Pendant ses 6 missions il coule deux navires : le 18 décembre 1940 l' Anastassia et le 24 mars 1941 le Agnete Maersk.
Le Veniero quitte Bordeaux le 8 août 1941 et retourne par le détroit de Gibraltar à La Spezia, le 2 septembre. Il est probablement coulé par un avion Consolidated PBY Catalina anglais le 7 juin 1942 entre les îles Baléares et la Sardaigne.
| Mission | Date             | Navire        | Nation      | Tonnage en tonneaux | Notes                           |
| ------- | ---------------- | ------------- | ----------- | ------------------- | ------------------------------- |
|         | 18 décembre 1940 | Anastassia    | Grèce       | 2 883               | convoi SC 15; 9 survivants      |
|         | 24 mars 1941     | Agnete Maersk | Royaume-Uni | 2 104               | convoi OG 56; pas de survivants |
| Total:  | Total:           | Total:        | Total:      | 4 987 tonneaux      |                                 |

### Andrea Provana
Andrea Provana (fanion « PR ») baptisé du nom de « Andrea Provana » homme d'État et chef militaire des États de Savoie, mis en chantier le 3 février 1937, terminé le 16 mars 1938. et mis en service le 27 juillet 1938 est le premier sous-marin détruit après la déclaration de guerre italienne. Il fut coulé par La Curieuse le 16 juin 1940.
Ce sous-marin est coulé pendant sa première mission de guerre au large de Oran. Le 16 juin 1940 il attaque un convoi de cinq navires marchands français se dirigeant d'Oran à Marseille escorté par deux torpilleurs Commandant Bory et La Curieuse. Repéré et obligé de faire surface, il est éperonné et coulé par La Curieuse. Il n'y a aucun survivant parmi les 62 membres d'équipage.

### Agostino Barbarigo
Agostino Barbarigo (fanion « BO ») baptisé du nom d'« Agostino Barbarigo » 74e doge de Venise, est mis en chantier le 6 février 1937, terminé le 12 juin 1938 et mis en service le 19 septembre 1938. Après des patrouilles en Méditerranée, Barbarigo appareille le 13 août 1940 et passe le détroit de Gibraltar pour l'Atlantique et rejoint la base de Bordeaux le 8 septembre. Après des missions infructueuses (14 octobre au 13 novembre 1940 et du 10 février au 8 mars 1941), Barbarigo endommage le cargo britannique Manchester Port le 15 mai 1941. Au cours de la quatrième mission, il coule deux navires. Après une patrouille infructueuse du 22 octobre au 12 novembre 1941, Barbarigo coule le cargo espagnol Navemar le 23 janvier 1942. Pendant sa septième mission, il coule un navire et en endommage un deuxième. Barbarigo a coulé deux navires alliés et un autre Cargo espagnol Monte Igueldo lors de sa 9e patrouille.
Après la conversion de l'unité en sous-marin de transport, Barbarigo quitte Bordeaux le 17 juin 1943 est porté disparu pendant son voyage vers le Japon, probablement coulé par les avions alliés dans le golfe de Gascogne.
| Mission | Date            | Navire        | Nation      | Tonnage en tonneaux | Notes                           |
| ------- | --------------- | ------------- | ----------- | ------------------- | ------------------------------- |
| 5e      | 25 juillet 1941 | Macon         | Royaume-Uni | 4 727               | Chasseur ; 21 survivants sur 50 |
| 5e      | 26 juillet 1941 | Horn Shell    | Royaume-Uni | 8 272               | tanker; 40 survivants sur 57    |
| 8e      | 28 mai 1942     | Chalbury      | Royaume-Uni | 4 835               | chasseur; 40 survivants sur 42  |
| 10e     | 2 mars 1943     | Alfonso Penna | Brésil      | 3 540               | cargo                           |
| 10e     | 4 mars 1943     | Stag Hound    | États-Unis  | 6 085               | chasseur                        |
| Total:  | Total:          | Total:        | Total:      | 27 459 tonneaux     |                                 |

### Angelo Emo
Angelo Emo (fanion « EO »), baptisé du nom d'Angelo Emo, grand amiral de la république de Venise, est mis en chantier le 16 février 1937, lancé le 29 juin 1938  et mis en service le 10 octobre. Après une première campagne en Méditerranée, Emo appareille le 29 août 1940 et passe le détroit de Gibraltar pour l'Atlantique et rejoint la base navale de Bordeaux le 3 octobre. Emo a coulé un navire de passage à Bordeaux. Après les missions du 31 octobre au 6 novembre 1940 et du 5 décembre au 1er janvier 1941, Emo a coulé un navire lors de sa troisième patrouille BETASOM. Après une autre patrouille infructueuse, Emo quitte Bordeaux le 20 août, passe le détroit de Gibraltar et rejoint Naples le 1er septembre 1941. Après avoir passé deux mois comme bateau de formation à l'école sous-marine de Pula, Emo effectue de nouveau des sorties en Méditerranée avant d'être coulé par le chalutier « HMS Lord Nuffield » le 7 novembre 1942 au cours des étapes préliminaires de l'opération Torch.
| Mission | Date             | Bateau        | Nation      | Tonnage en tonneaux | Notes                                                     |
| ------- | ---------------- | ------------- | ----------- | ------------------- | --------------------------------------------------------- |
| 2e      | 9 septembre 1940 | Saint Agnes   | Royaume-Uni | 5 199               | Du convoi SL 46 ; aucune victime                          |
| 5e      | 14 mars 1941     | Western Chief | Royaume-Uni | 5 759               | Du convoi SC 24 ; 21 survivants sur 43 membres d'équipage |
| Total:  | Total:           | Total:        | Total:      | 10 958 tonneaux     |                                                           |

### Francesco Morosini
Francesco Morosini (fanion « MS ») baptisé du nom de « Francesco Morosini » 108e doge de la république de Venise, est mis en chantier le 2 mars 1937, lancé le 28 juillet 1938. et mis en service 11 novembre 1938. Après des patrouilles infructueuses en Méditerranée, Morosini appareille le 25 octobre 1940 et passe le détroit de Gibraltar le 31 octobre pour l'Atlantique et rejoint la base de Bordeaux le 28 novembre. Après les missions du 22 janvier au 24 février et du 30 avril au 20 mai 1941, Morosini coule deux navires au cours de sa troisième patrouille BETASOM. Après deux nouvelles missions infructueuses , Morosini coule trois navires au cours de l'opération Neuland. Lors de son retour, après le torpillage d'un navire lors d'une seconde patrouille aux Caraïbes, Morosini est perdu pour des causes inconnues après 8 août 1942 dans le golfe de Gascogne.
| Mission | Date            | Bateau              | Nation      | Tonnage en tonneaux | Notes                                                             |
| ------- | --------------- | ------------------- | ----------- | ------------------- | ----------------------------------------------------------------- |
| 4e      | 14 juillet 1941 | Rupert de Larrinaga | Royaume-Uni | 5 358               | Croiseur ; pas de victimes                                        |
| 4e      | 15 juillet 1941 | Lady Somers         | Royaume-Uni | 8 194               | Cargo ; pas de victimes                                           |
| 7e      | 12 mars 1942    | Stangarth           | Royaume-Uni | 5 966               | Croiseur torpillé : position 22° 45′ N, 57° 40′ O                 |
| 7e      | 15 mars 1942    | Oscilla             | Pays-Bas    | 6 341               | Tanker torpillé ; 4 victimes                                      |
| 7e      | 23 mars 1942    | Peder Bogen         | Royaume-Uni | 9 741               | Tanker torpillé : position 24° 53′ N, 57° 30′ O ; pas de victimes |
| 8e      | 30 juin 1942    | Tysa                | Pays-Bas    | 5 327               | Croiseur ; pas de victimes                                        |
| Total:  | Total:          | Total:              | Total:      | 40 927 tonneaux     |                                                                   |

### Comandante Alfredo Cappellini
Comandante Alfredo Cappellini ou encore Alfredo Cappellini (fanion « CL ») baptisé du nom d’Alfredo Cappellini, un officier émérite de la marine italienne, est lancé le 14 mai 1939 comme bateau de la « classe Marcello améliorée ». Après une campagne infructueuse en Méditerranée, le Cappellini appareille le 29 septembre 1940 et passe le détroit de Gibraltar le 5 octobre pour l’Atlantique et rejoint la base de Bordeaux le 5 novembre. Le Cappellini a coulé un navire de passage à Bordeaux et deux navires lors de sa première mission BETASOM. Après des patrouilles infructueuses du 16 avril au 20 mai, du 29 juin au 6 juillet et du 17 novembre au 29 décembre 1941, le Cappellini coule deux navires lors de la 5e patrouille. Au cours de la sortie suivante, le Cappellini participe aux opérations de sauvetage de l'incident du Laconia. Après une nouvelle mission infructueuse, le Cappelini est converti en un sous-marin de transport. Il prend la mer le 11 mai 1943 et atteint Singapour le 13 juillet avec 160 tonnes de mercure, aluminium, acier, des canons de 20 mm, des munitions, des prototypes de bombes, des réservoirs.
À la suite de l'armistice de Cassibile du 8 septembre 1943, le Cappellini est saisi par l'Allemagne et remis en service d'abord dans la Kriegsmarine sous le code « UIT-24 » puis, après la capitulation allemande de mai 1945, saisi par la marine impériale japonaise et renommé « I-503 ». Lors de la capitulation du Japon, le I-503 est saisi par la marine américaine à Kobe puis sabordé dans le Kii Suido.
| Mission | Date            | Bateau      | Nation      | Tonnage en tonneaux | Notes                                                       |
| ------- | --------------- | ----------- | ----------- | ------------------- | ----------------------------------------------------------- |
| 1re     | 15 octobre 1940 | Kabalo      | Belgique    | 5 051               | Part du convoi OB 223 ; 1 victime sur 43 membres d'équipage |
| 2e      | 5 janvier 1941  | Shakespeare | Royaume-Uni | 5 029               | Part du convoi OB 262 ; 20 victimes sur 42                  |
| 2e      | 14 janvier 1941 | Eumaeus     | Royaume-Uni | 7 472               | Transport de troupes ; 23 victimes sur 86                   |
| 6e      | 19 mai 1942     | Tisnaren    | Suède       | 5 747               | Part du convoi OS 27 ; pas de victimes                      |
| 6e      | 1er juin 1942   | Dinsdale    | Royaume-Uni | 8 250               | Tanker                                                      |
| Total:  | Total:          | Total:      | Total:      | 31 549 tonneaux     |                                                             |

### Comandante Faà di Bruno
Comandante Faà di Bruno ou encore Faà di Bruno (fanion « FB »), baptisé du nom de « Emilio Faà di Bruno », officier émérite de la marine italienne, a été lancé le 18 juin 1939 et mis en service le 23 octobre 1939. Il est le deuxième bateau de la classe de Marcello « amélioré ». Après deux missions infructueuse en Méditerranée, Faà di Bruno prend la mer en direction de l'Aylantique le 28 août 1940 et passé le détroit de Gibraltar, le 3 septembre et rejoint la base de Bordeaux le 5 octobre. Faà di Bruno a été perdu pour des raisons inconnues lors de sa première patrouille BETASOM débutée le 31 octobre 1940. Il a été probablement coulé le 8 novembre 1940 par le HMS Havelock à l'ouest de l'Écosse.

## Source de la traduction
- (it)/(de)/(en) Cet article est partiellement ou en totalité issu des articles intitulés en italien « Classe Marcello » (voir la liste des auteurs), en allemand « Marcello-Klasse » (voir la liste des auteurs) et en anglais « Marcello-class submarine » (voir la liste des auteurs).